# Jacqueline Emerson
Jacqueline Emerson (Washington, 21. kolovoza 1994.) američka je glumica i članica rock skupine Devo 2.0. Jacquline glumi Lijoliku u filmu Igre gladi.

## Filmografija
- 2004. - Father of the Pride (Tiger Twin #1 (glas))
- 2012. - Igre gladi (Lijolika)

## Vanjske poveznice
- Jacqueline Emerson u internetskoj bazi filmova IMDb-u (engl.)